# Cămilă
Cămila (Camelus) este un mamifer erbivor rumegător din Africa de Nord și din Asia, de talie mare, cu o cocoașă de grăsime pe spate (cămila dromader - Camelus dromaderies) sau cu două cocoașe (cămila bactriană - Camelus bactrianus), folosit la transport în regiunile de deșert. Cămila bactriană sălbatică (C. bactrianus ferus) are caracteristici mai apropiate de speciile fosile, de exemplu C. alutensis (descoperită pe valea Oltului de Grigoriu Ștefănescu), decât de forma domestică. Cămila aparține de familia Camelidae, familie de care mai aparțin și rumegătoarele din America (guanako, lama, alpaca și vicunia). Asemănarea dunelor din deșert cu valurile mării ca și mersul legănat al cămilelor a făcut ca ea să fie denumită „corabia deșertului”.

## Morfologie
Cămila se deosebește de rudele ei din Lumea Nouă prin talia corpului mai mare (înălțimea la greabăn între 225 – 345 cm și greutatea între 300 – 700 kg), și prin faptul că are una sau două cocoașe. Cămilele au coada relativ scurtă (35 – 55 cm), culoarea blănii are nuanțe de la brun întunecat până la un cenușiu roșcat de culoarea nisipului. Pe când dromaderul are părul scurt ,cămila bactriană are blana cu peri foarte lungi mai ales în lunile de iarnă. Picioarele cămilelor în raport cu dimensiunea corpului sunt lungi, ele calcă pe două degete, care nu sunt acoperite de copită ci numai de o unghie îndoită care protejează degetele de la picioare care pe talpă au un sistem de suspensie alcătuit dintr-un țesut conjunctiv moale. Animalele au gâtul și capul lung, buza superioară despicată și ochii au gene protectoare lungi. Orificiile nărilor se pot închide, iar stomacul cămilelor este ca și la celelalte rumegătoare compartimentat în prestomace.

## Hrănire
Cămila este adaptată la viața de deșert când trebuie să parcurgă fără hrană sau apă distanțe mari. Pentru aceasta, cămila poate să acumuleze ca rezervă o cantitate mare de hrană și apă. In cocoașă ea poate să acumuleze hrană sub formă de grăsime, cu care poate să reziste fără a se hrăni timp de 30 de zile. Rezerva de apă a unei cămile acumulată în stomac atinge o cantitate între 100 și 150 litri, cantitate suficientă pentru 2 săptămâni. Cămila poate bea în 10 minute o cantitate de 100 de litri de apă. Se spune că îngrijitorul de cămile obligă animalul să bea o cantitate mare de apă înainte de plecare. Dar teoria că o rezervă de apă ar fi cocoașa unde lipidele se transformă în apă prin procesele de oxidare din organism este falsă:
din 28 g lipide rezultă -> o energie de 1000 kJ ->28 g glucoză -> 35 g apă
Acest proces are loc în fiecare organism animal, ea n-ar putea asigura cantitatea de apă necesară cămilei.

## Răspândire
Sub forma domestică ambele specii de cămile sunt răspândite pe un areal întins în Africa și Asia, dromaderul fiind răspândit în Africa de Nord, Arabia, iar cămila bactriană în regiunile din Asia Centrală (Manciuria, Asia Mică). Numărul populației de cămile este apreciată la cca. 19 milioane, din care 14,5 milioane trăiesc în Africa (numai în Somalia trăiesc 7 milioane și în Sudan 3 milioane de cămile).
În iunie 2011, numărul de cămile sălbatice din Australia era de 1,2 milioane de capete și creștea de două ori la fiecare șapte ani.
Cămilele au fost aduse de către britanici în Australia din India la jumătatea secolului 19 pentru transportul mărfurilor în deșert.
În secolul 20, cămilele și-au pierdut rolul în transporturi și au fost lăsate în libertate.

## Reproducere
Cămilele trăiesc în harem. Perioada de gestație la cămile este între 360–440 de zile, puiul de cămilă devenind într-o perioadă scurtă de timp independent și putând alerga. La vârsta de 1 an este înțărcat și la vârsta de 2–3 ani devine apt pentru reproducere. O cămilă poate trăi 40–50 de ani.

## Cămilele și relația lor cu omul
Cămilele au fost domesticite de oameni acum 5.000 de ani și sunt folosite pentru călărit și cărat obiecte, pentru carne, lapte și lână, precum și pentru cursele de cămile. Ele sunt folosite ca animale domestice în Africa și Asia, iar din secolul al XIX-lea și în Australia. Aproximativ 900-1.000 de cămile bactriene încă mai trăiesc în China și Mongolia. Nu mai există dromaderi nedomesticiți, dar există în Australia dromaderi domestici scăpați în libertate. Astăzi există aproximativ 50.000 de dromaderi care trăiesc în sălbăticie în Australia. Dromaderul și cămila bactriană pot pui hibrizi, aceștia fiind numiți Tutuls sau Bukhts. Acești hibrizi sunt mai mari decât dromaderii sau cămilele bactriene și au fie o cocoașă lungă fie una mică și una mare. Când un pui de cămilă atinge vârsta un an, stăpânul ei de obicei o dresează să stea și să îngenuncheze la comandă. Puii de cămilă sunt învațați și să care mici pachete. Pe măsură ce cresc în vârstă, mărimea încărcăturii poate să crească.  

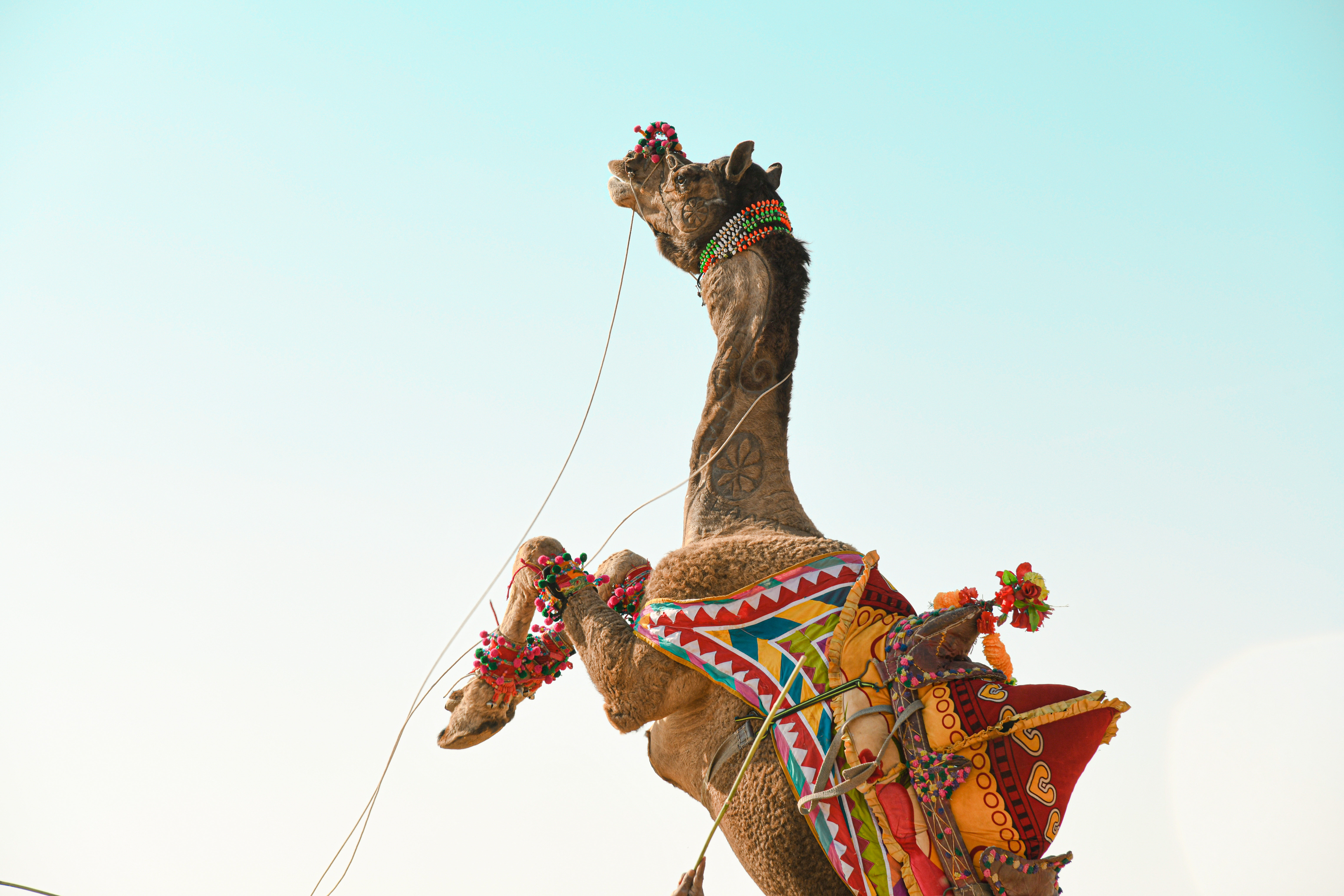
O cămilă la festivalul deșertului Jaisalmer.